# Alesis Andromeda A6

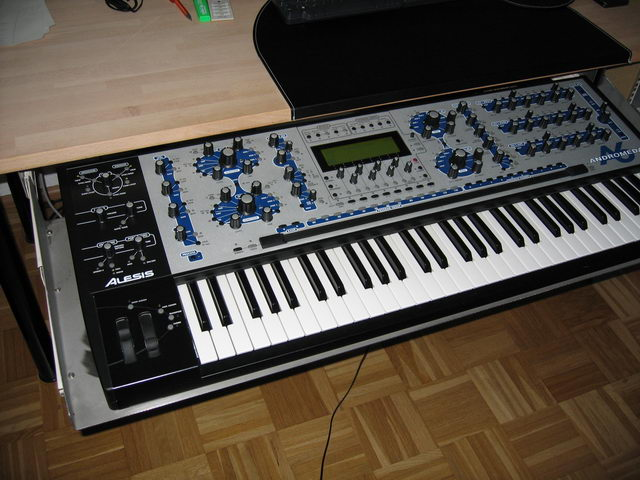
Andromeda A6.

Alesis Andromeda A6 är en analog synthesizer med 16 rösters polyfoni och 16 parters multitimbralitet, tillverkad mellan 2001 och 2010 av företaget Alesis. Andromeda A6 är en hybrid av analoga kretsar (ASIC) för ljudskapande (oscillatorer, filter, etc.) och digital kontroll av de flesta övriga funktioner. Synten har även en inbyggd digital effektenhet.
Instrumentet väckte stort intresse när det lanserades i början av 2001 men det blev ingen storsäljare.

## Specifikationer
- Polyfoni: 16
- Multitimbralitet: 16
- Oscillatorer: 2 + 2 suboscillatorer
- Filter: 12db/oktav multimode, 24 db/oktav lowpass
- Effekter: Digital multieffekt, Analog distorsion
- Keyboard: 5 oktaver (velocity + aftertouch)
- Program minne: 128 program + 256 preset
- Mix minne: 128 program
- Expansion: PCMCIA
- Kontroll: MIDI (In, Out, Thru) + CV/Gate
- Övrigt: Arpeggiator och Sequencer